# Микуляк Олександр Васильович
Олександр Васильович Микуляк (нар. 29 грудня 1976, м. Івано-Франківськ, нині Україна) — український футболіст, нападник.

## Кар'єра гравця
Вихованець СДЮСШОР «Прикарпаття». Перший тренер — Юрій Семенович Шайкин. У 1994 році сімнадцятирічного Микуляка взяли до «Прикарпаття», яке боролося за вихід до вищої ліги. В наступному сезоні 7 жовтня 1994 року в матчі проти «Волині» Олександр дебютував у вищій лізі. Сезон 1995/96 років молодий нападник провів частково в оренді у чортківському «Кристалі». За три місяці в цьому клубі зробив два хет-трики — у ворота «Черкас» та харківського «Металіста». У наступному сезоні грав в оренді в «Черкасах».
У вищій лізі чемпіонату України крім «Прикарпаття» захищав кольори клубів «Металурга» (Запоріжжя) та «Таврії» (Сімферополь). Двічі грав у Казахстані в команді «Актобе-Ленто».

## Тренерська кар'єра
Після завершення ігрової кар'єри працював дитячим тренером у ДЮСШ Юніор (Івано-Франківськ). У березні 2012 року став граючим тренером аматорської команди «Газовик» (Богородчани). Забив у дебютному сезоні 29 голів в 28 матчах та став найкращим бомбардиром чемпіонату області. У 2013 році став володарем Кубку області.